# Roberto Sanjur
Roberto Sanjur – panamski zapaśnik walczący w stylu wolnym. Zdobył brązowy medal na igrzyskach Ameryki Środkowej i Karaibów w 1974. Wicemistrz igrzysk boliwaryjskich w 1981, a także igrzysk Ameryki Centralnej w 1973 roku.